# Чаплина, Валентина Семёновна
Валенти́на Семёновна Ча́плина (10 декабря 1921, Брянск — 12 декабря 2001, Чебоксары) — советская детская писательница; теле-, радиоведущая Чувашского телевидения и радиовещания. Член Союза писателей СССР (1960).

## Биография

### Происхождение
Валентина Чаплина родилась 10 декабря 1921 года в Брянске в семье служащего. Валентина Чаплина начала литературную деятельность в 1939 году с публикации стихотворения «Наш Октябрь» в газете «Брянский рабочий». В 1940 году поступила в  Брянский лесной институт, но из-за начавшейся войны учёбу пришлось прервать. Летом 1941 года параллельно с учёбой в Брянском лесном институте устроилась на работу в редакцию газеты «Брянский рабочий» помощником корректора. 
Осенью 1941 года в связи с началом войны будущая писательница была эвакуирована в Чебоксары, где и проживала в дальнейшем. В эвакуации, окончив курсы стенографии и машинописи, стала работать в Наркомпросе Чувашской АССР. В Чебоксарах в 1946 году окончила Чувашский государственный сельскохозяйственный институт, в который поступила в 1943 году. Окончив сельскохозяйственный институт, работала в отделе сельского хозяйства редакции газеты «Советская Чувашия». В 1947 году окончила театральную студию при Доме народного творчества Чувашской АССР. В 1952 году (по другим данным — в 1948 году) поступила в Чувашский государственный педагогический институт, однако была вынуждена прервать учёбу по состоянии здоровья.

### Творческая деятельность
В 1952 году вышел первый сборник стихотворений «Дети». С 1956 года полностью посвятила себя литературному творчеству для детей. С 1960 года — член Союза писателей СССР.
Опубликовала больше 20 сборников повестей, рассказов и стихотворений. В их числе «Бабушкины каникулы», «Весёлая книжка», «Димкина звезда», «Знакомая варежка», «О маленьких волшебниках и Петькиных друзьях», «Удивительные происшествия», «Голубая ниточка на карте».
Занималась переводами чувашской литературы на русский язык.
Помимо прозы и поэзии, проявила себя на поприще драматургии. На сцене Чувашского ТЮЗа были поставлены пьесы «Друзья» и «Неужели непонятно?». В 1972 году Чебоксарской студией телевидения была поставлена пьеса «Что случилось 31-го?», а в 1975 году — «Колыбельная маме».
В 1960—1980-е годы вела на чебоксарском телевидении детские передачи «Присмотрись и Разглядика», «Клуб друзей стихов» и «А что это такое?» по собственным сценариям. В 1990-е годы вела радиопередачи «Бабушка Валя и Кот Вездеход» и «Простые истины». По аналогии с известной телеведущей Валентиной Леонтьевой зрители называли Чаплину «чувашской тётей Валей».

### Общественная деятельность
Валентина Чаплина принимала активное участие в деятельности не только писательских организаций Чувашии и СССР (а позднее — также и России), но и различных общественных объединений. Участвовала в конференциях и съездах женщин Чувашии, была народным заседателем Чебоксарского народного суда.

### Последние годы
Несмотря на серьёзные проблемы со здоровьем, в 1990-е годы писательница продолжала творческую деятельность, работая на радио. Ушла из жизни 12 декабря 2001 года после продолжительной болезни.

## Личная жизнь
В 1953 году Чаплина вышла замуж, однако её супруг вскоре трагически погиб.

## Награды
В советские годы была удостоена Почётной грамоты Президиума Верховного Совета Чувашской АССР, а в 1990-е годы — благодарности Президента Чувашской Республики.
В 1991 году книга «Голубая ниточка на карте» выиграла республиканский конкурс «Книга года — 91».

## Память
Имя Валентины Чаплиной носит одна из чебоксарских детских библиотек.
В памятных мероприятиях в Чувашии утверждают, что её фамилия имеет чувашское происхождение и означает «превосходная, прекрасная».